# Bulge antitorpedo

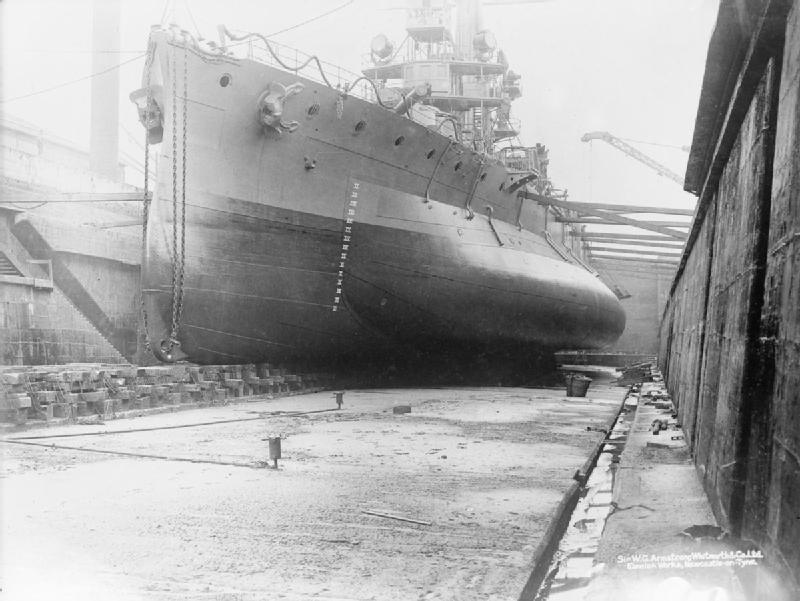
El HMS Glatton en dique seco, aproximadamente 1916. Nótese el espesor del bulge antitorpedo.

Los bulges antitorpedo son una forma de defensa pasiva contra torpedos, utilizada por buques de combate desde la Primera hasta la Segunda Guerra Mundial.

## Teoría y forma
Esencialmente, el bulge era un compartimento lateral a nivel de la línea de flotación que estaba aislado del volumen interno del buque. En teoría, un impacto de torpedo rompería esa estructura, procediendo a inundarse el interior del bulge, disipando de este modo el impacto y absorbiendo la potencia explosiva, dejando a salvo la estructura del casco principal. Transversalmente, el bulge estaba dotado de compartimentos estancos, que limitaban la inundabilidad del mismo a la zona dañada por el torpedo.

Sección transversal esquemática de un buque con bulges antitorpedo. La línea azul es la línea de flotación, la zona roja estaría rellena de agua, y la morada de aire. El cinturón blindado del buque es la zona gris oscura, cubriendo solo hasta justo debajo de la línea de flotación.

El bulge fue desarrollado en el Reino Unido por el director naval de construcción Eustace Tennyson-D'Eyncourt, que dispuso de cuatro viejos cruceros protegidos de clase Edgar para experimentar en 1914. Estos buques fueron utilizados en tareas de bombardeo de costa, durante las que estaban expuestos al ataque de submarinos  y torpederos. El Grafton fue torpedeado en 1917, y aparte de algunos daños menores, el daño se vio confinado al área del bulge, permitiendo al buque llegar a salvo a puerto. El Edgar fue impactado en 1918, y esta vez el daño se limitó al abollado de las placas del viejo buque.
La Royal Navy ordenó que todos los buques de nueva construcción desde 1914, empezando por los acorazados de clase Revenge, fueran equipados con bulges. Los buques más antiguos también fueron equipados con bulges durante sus modernizaciones. Los grandes monitores de la Royal Navy fueron equipados con enormes bulges. Esto permitió que el Terror sobreviviera al impacto de tres torpedos, y que su gemelo, el Erebus, lo hiciera al impacto directo de una motora dirigida por radiocontrol, que arrancó 15,25 m de su bulge.
Los diseños posteriores de bulges incorporaron distintos tipos de compartimentos, llenos de agua, aire, madera o tubos metálicos sellados en sus extremos. Los bulges causaron una reducción en la velocidad de los buques, que está relacionada directamente con la eslora e inversamente con su manga. Por lo tanto, paulatinamente, los bulges fueron siendo cada vez más estrechos hasta desaparecer, siendo reemplazados en la década de 1930 por una disposición interna de compartimentos con la misma función.

## Obsolescencia
Para causar un daño mayor, los nuevos torpedos están diseñados para explotar debajo del casco del objetivo, aprovechando así el hecho de que el agua es un fluido no compresible, por lo que rara vez impactan con los laterales del buque directamente, dejando así sin utilidad a los bulges.